# Almond, Wisconsin
Almond är en ort i Portage County i delstaten Wisconsin, USA.